# Пенькова, Тамара Ильинична
Тамара Ильинична Пенькова (род. 1940) — доярка колхоза имени Ильича Бузулукского района Оренбургской области, Герой Социалистического Труда (1981).

## Биография
Родилась 4 января 1940 года в совхозе «Красногвардеец» Бузулукского района Чкаловской (ныне — Оренбургской) области в семье крестьянина.
Окончила восьмилетнюю школу и начала работать на ферме колхоза имени Ильича Бузулукского района Оренбургской области.
Более 30 лет работала дояркой, стала мастером животноводства первого класса. Одна из первых освоила машинное доение. Через год уже надаивала по 3000 килограммов молока от каждой из 30 коров, закрепленных за ней. За высокие показатели по надоям молока неоднократно награждалась орденами и медалями.
За годы десятой пятилетки (1976—1980 годы) надоила 6808 центнеров молока при плане 5550 центнеров. Задание ею выполнено на 122 процента.
Указом Президиума Верховного Совета СССР от 13 марта 1981 года «за выдающиеся успехи, достигнутые в выполнении заданий десятой пятилетки и социалистических обязательств по увеличению производства и продажи государству продуктов земледелия и животноводства», Пеньковой Тамаре Ильиничне присвоено звание Героя Социалистического Труда с вручением ордена Ленина и золотой медали «Серп и Молот».
Живёт в Бузулукском районе Оренбургской области.
С 2013 года — член Совета старейшин при губернаторе Оренбургской области.
Избиралась депутатом районного Совета народных депутатов.

## Награды
- Герой Социалистического Труда (1981) — за выдающиеся успехи, достигнутые в выполнении заданий десятой пятилетки и социалистических обязательств по увеличению производства и продажи государству продуктов земледелия и животноводства
- Орден Ленина (1971)
- Орден Ленина (1981)
- Орден Трудового Красного Знамени (1973)
- медали